# Blida
Blida (tiếng Ả Rập: البليدة) là một thành phố thuộc tỉnh Blida của Algérie. Thành phố có tổng diện tích km², trong đó diện tích đất là km², dân số theo ước tính năm 2005 là 264.598 người. Đây là thành phố lớn thứ 6 Algérie